# Sälnastenen
Sälnastenen, med signum U 323, är en runsten som numera står på en höjd strax höger om infarten till Skånelaholms slott i Skånela, Sigtuna kommun.

## Historia
Stenen var ursprungligen minst tre meter hög och stod vid Sälna bro utmed vägen mellan Skånela och Vallentuna. I sitt ursprungliga skick var den ett av Upplands ståtligaste runminnesmärken. Stenen har ingen djurornamentik, vilket är typiskt för tiden kring år 1000, men däremot en ovanligt lång inskription. Med nästan 200 runor är den en av de längsta i Sverige. Den inre slingan upptas av en strof på versmåttet fornyrdislag.
År 1820, under nationalromantikens dagar då det blev status med egen runsten vid gods och herrgårdar, släpades stenen bakom fem par oxar till Skånelaholm. Vid grinden i allén nära kyrkan vägrade oxarna gå längre och man lät då spränga stenen. Två delar blev grindstolpar som placerades vid vägen och stod där ännu 1857. Mittstycket forslades till Skånelaholm och fick en ny ristning med latinska bokstäver på baksidan:  Åt Hedvig Margareta Hamilton John Jennings älskade bortgångna maka af hans nuvarande Lyckliga Sophie Elonora Rosenhane Stenen restes 1820 efter 18 års ägtenskap.

## Inskriften lyder
Translitterering av runraden:
× iystin × auk × iuruntr × auk × biurn × þiR [× byryþr × risþu] ... ...stin × trums × f[aþur] × sin × kuþ × ihlbi × ons × ont × auk × selu + fur+kifi × onum × sakaR × auk × sutiR × × hi × mun × ligia × meþ + altr + lifiR × bru × hrþ×slagin × briþ × e[ft × k]uþ-- suenaR k[arþu ×] at × sin × faþur × mo × igi × brutaR×kuml × betra × uerþa +
Normalisering till runsvenska:
Øystæinn/Iostæinn ok Iorundr ok Biorn þæiR brøðr ræisþu ... ...stæin Drums(?), faður sinn. Guð hialpi hans and ok selu, forgefi hanum sakaR ok syndiR. Æi mun liggia, með aldr lifiR, bro harðslagin, bræið æft goð[an]. SvæinaR gærðu at sinn faður. Ma æigi brautaRkuml bætra verða.
Översättning till nusvenska:
Östen och Jorund och Björn, de bröderna reste (denna) sten Drums(?), sin fader. Gud hjälpe hans ande och själ, tillgive honom brott och synder. Alltid skall ligga, medan människor finnas, bron hårt slagen, bred efter den gode. Svenner gjorde den efter sin fader. Ej kan en bättre vägvård bliva.